# 依耐
依耐，西域古国之一。位于今新疆英吉沙县一带。

## 沿革
北接疏勒，东北莎车，南接子合，在叶尔羌河畔，位于新疆叶城以西。从事畜牧，农作物稀少，食粮须靠北部的疏勒和东部的莎车。汉朝时属于西域都护、西域长史，三国曹魏时附属于疏勒。南北朝时，附属于嚈噠。

## 外部連結
[在维基数据编辑]
 《欽定古今圖書集成·方輿彙編·邊裔典·依耐部》，出自陈梦雷《古今圖書集成》